# Бой при Садбери

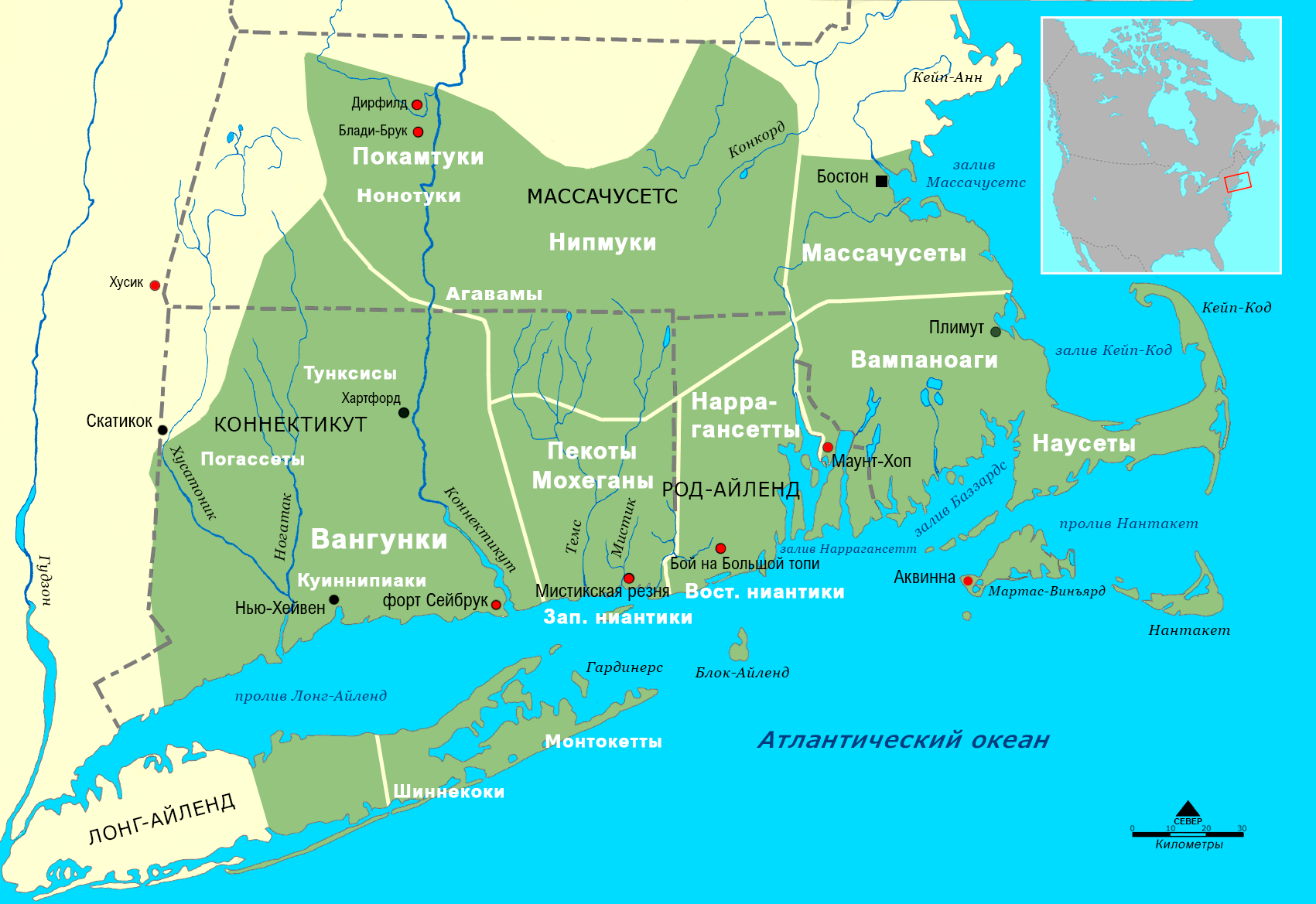
Традиционная территория нипмуков, вампаноагов, наррагансеттов и соседних племён

Бой при Садбери (англ. Sudbury Fight) — нападение около 500 индейских воинов под предводительством вождя Маттавампа на город Садбери 21 апреля 1676 года во время Войны Короля Филипа. Разрозненные отряды английских ополченцев из близлежащих поселений Массачусетса выступили на подмогу защитникам города, два из которых попали в засаду, устроенную нипмуками, вампаноагами и наррагансеттами, и понесли тяжёлые потери. 
Бой при Садбери стал последней крупной победой объединённых сил индейцев в Войне Короля Филипа до их окончательного поражения на юге Новой Англии в августе 1676 года.

## Предыстория
По ходу и зимы и с наступлением весны 1676 года индейцы обрушили свои атаки на города Массачусетса, Коннектикута, Род-Айленда и Плимутской колонии. 10 февраля они совершили рейд на Ланкастер, а позднее разорили и сожгли Медфилд, Гротон, Симсбери, Провиденс, Челмсфорд и множество других поселений колонистов. Быстро перемещающиеся отряды убивали жителей городов и сжигали их постройки. Англичане пытались контратаковать, но большую часть времени солдаты Конфедерации Новой Англии находились в осаждённых городах и были неспособны эффективно реагировать.
В результате отчётов и различных жалоб из Нового Света, власти в Лондоне задумались о прекращении автономии Массачусетса, что могло послужить предупреждением другим колониям. Руководство Конфедерации было в курсе данной угрозы, и по этой причине не просило помощи из-за океана. Королевская комиссия 1664 года подвергла особой критике факт образования Конфедерации без разрешения Короны и парламента, и именно власти союза колоний координировали военные действия. В начале апреля 1676 года Массачусетс официально отослал в Лондон информацию о ходе войны и прошение о финансовой помощи, на что королевские власти на дали незамедлительного ответа.

## Ход боя
Пленница индейцев Мэри Роулендсон в своей книге писала, что 500 воинов в нападении на Садбери возглавлял вождь Маттавамп. Индейцы отправились в рейд из своего лагеря у горы Вачусет ранним утром 20 апреля. Они поступили также, как и в некоторых других нападениях — под покровом ночи проникли в город с восточного берега реки Садбери. На следующее утро воины появились из укрытий и стали поджигать дома. Одна из групп индейцев окружила гарнизон Дикона Хейнса на западном берегу реки и начала его обстрел. Воины нагрузили телегу льном, подожгли её и покатили к укреплению. Но катясь с небольшого холма она опрокинулась и не причинила вреда сооружению Хейнса. Защитники гарнизона держали оборону на протяжении всего боя, потеряв убитыми лишь два человека.
Сведения о сражении достигли расположенного неподалёку города Конкорд, и отряд горожан направился вниз по реке на подмогу, но был весь перебит, за исключением одного человека, как только прибыл в Садбери. Вскоре из Уотертауна подоспела группа солдат под руководством капитана Хью Мейсона и смогла оттеснить нападавших к берегу реки, но едва не попав в окружение, отступила к гарнизону Гудноу.
В тот же вечер капитан Сэмюэл Уодсуорт, с отрядом в 70 бойцов, следовал из Милтона в Марлборо. Узнав о нападении на Садбери, он вместе с капитаном Сэмюэлом Броклбанком, командиром гарнизона в Марлборо, отправился с группой солдат поспешил на помощь горожанам. Когда англичане проходили мост у поселения Нойес-Милл, они заметили группу убегающих индейцев. Уодсуорт и Броклбанк решили нагнать их, но попали в засаду. Стычка продолжалась четыре часа и с наступлением темноты солдаты были вынуждены отступить. Они потеряли убитыми около 30 человек, включая обоих капитанов.
Эдвард Коуэлл с отрядом из восемнадцати конных всадников из Брукфилда тоже находился в Марлборо, как и капитан Уодсуорт. Коуэлл также отправился в Садбери, но в пути подвергся нападению индейцев и потерял четверых убитыми и одного раненым. Воины могли легко перебить весь его отряд, но вместо этого они отступили и присоединились к атаке на людей Уодсуорта и Броклбанка.
Бой в Садбери продолжался весь день. Индейцы держали англичан запертыми в гарнизонах, меняли тактику и позиции, и сжигали постройки. Несмотря на значительное число убитых колонистов, они не были удовлетворены результатом нападения. Роулендсон впоследствии отмечала, что воины вернулись в лагерь у горы Вачусет «без того триумфа и ликования, которые они обычно проявляли в других случаях». Она удивилась их подавленным видом, поскольку индейцы потеряли всего 5 или 6 человек убитыми и ранеными.

## Последствия

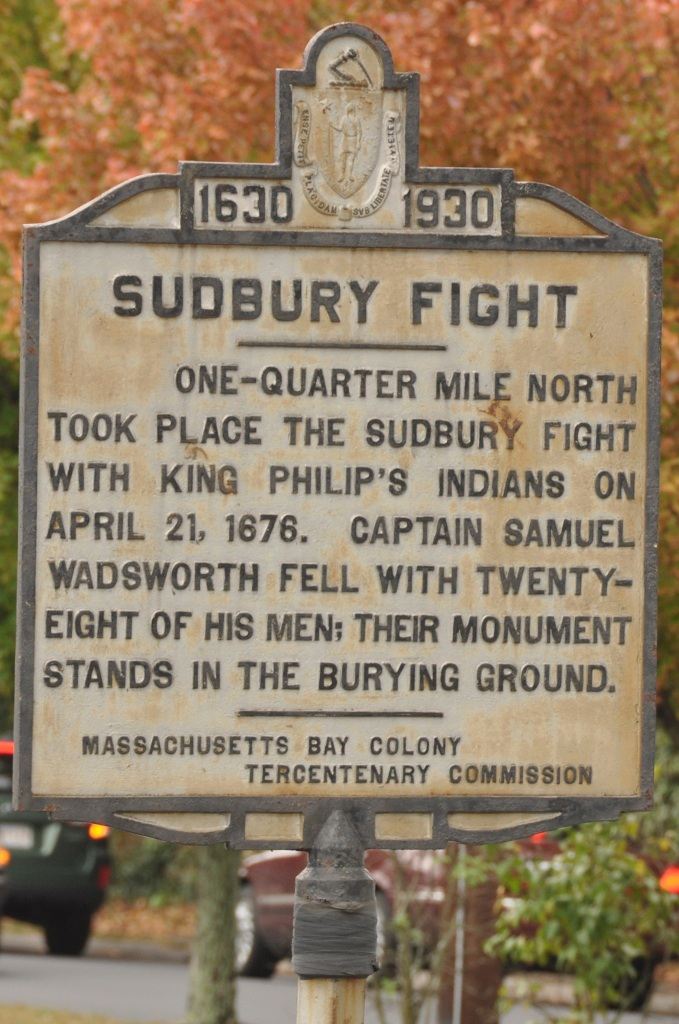
Исторический маркер посвящённый бою при Садбери

Американский историк Дэниел Манделл писал в 2010 году, что бой при Садбери «ознаменовал собой наивысшую точку в достижениях индейцев». Хотя они и продолжили свои рейды, сжигая города и убивая колонистов, ход войны повернулся в пользу англичан. Силы Конфедерации Новой Англии стали захватывать и пленить ведущих военных вождей туземцев, лучше координировать свои кампании, включавшие действия войск всех колоний. Англичане начали успешнее отражать нападения на города и поселения и создали подразделения, которые широко использовали союзных индейцев и применяли нетрадиционные боевые действия. Индейцы столкнулись с растущим недостатком огнестрельного оружия и боеприпасов и угрозой голода. Их боевой дух стал падать и среди них возросли разногласия. 
Англичане также изменили тактику и начали успешнее уничтожать запасы продовольствия и небольшие отряды враждебных индейцев. Все эти перемены привели к распаду альянса Метакомета. Совместные отряды колонистов и их индейских союзников выслеживали, захватывали и уничтожали рассеянные группы наррагансеттов и вампаноагов. По оценкам историка и магистрата Дэниела Гукина только союзные индейцы убили за последующий летний период более 400 восставших туземцев.

## Наследие
В 1730 году сын Сэмюэла Уодсворта Бенджамин установил мемориальный камень над братской могилой, где был похоронен его отец вместе со своими людьми. В 1852 году останки ополченцев Уодсворта были эксгумированы и перезахоронены на новом месте. В Садбери и соседнем городе Уэйленде установлены несколько исторических маркеров посвящённых сражению.